# Perth Glory Football Club (femenino)
El Perth Glory Football Club es un club de fútbol femenino australiano con sede en Perth, Australia Occidental. Es la sección femenina del Perth Glory de la A-League masculina. Fue fundado en 2008 y juega en la A-League Women, máxima categoría del fútbol femenino en Australia. Juega como local en el Dorrien Gardens, con una capacidad de 4.000 espectadores.

## Temporadas
| Temporada | Posición | Eliminatorias |
| --------- | -------- | ------------- |
| 2008-09   | 7.º      | -             |
| 2009      | 6.º      | -             |
| 2010-11   | 5.º      | -             |
| 2011-12   | 6.º      | -             |
| 2012-13   | 2.º      | Semifinales   |
| 2013-14   | 5.º      | -             |
| 2014      | 1.º      | Subcampeón    |
| 2015-16   | 8.º      | -             |
| 2016-17   | 2.º      | Subcampeón    |
| 2017-18   | 6.º      | -             |
| 2018-19   | 4.º      | Subcampeón    |
| 2019-20   | 7.º      | -             |
| 2020-21   | 9.º      | -             |
| 2021-22   | 5.º      | -             |
| 2022-23   | 6.º      | -             |